# Contarinia amenti
Contarinia amenti är en tvåvingeart som beskrevs av Jean-Jacques Kieffer 1909. Contarinia amenti ingår i släktet Contarinia och familjen gallmyggor.
Artens utbredningsområde är Italien. Inga underarter finns listade i Catalogue of Life.